# Гидроксид европия(II)
Гидроксид европия(II) — неорганическое соединение, 
кристаллогидрат гидроксида европия с формулой Eu(OH)2•H2O,
светло-жёлтые кристаллы,
растворимые в воде.

## Получение
- Растворение тонкоизмельчённого европия в концентрированном растворе щёлочи в инертной атмосфере:

{\displaystyle {\mathsf {Eu+3H_{2}O\ {\xrightarrow {NaOH}}\ Eu(OH)_{2}\cdot H_{2}O\downarrow +H_{2}\uparrow }}}

## Физические свойства
Гидроксид европия(II) образует светло-жёлтые кристаллы
ромбической сингонии,
пространственная группа P 21am,
параметры ячейки a = 0,6701 нм, b = 0,6197 нм, c = 0,3652 нм, Z = 2.
Не растворяется в воде.

## Химические свойства
- При хранении медленно разлагается, даже в инертной атмосфере:

{\displaystyle {\mathsf {2Eu(OH)_{2}\cdot H_{2}O\ {\xrightarrow {}}\ 2Eu(OH)_{3}+H_{2}\uparrow }}}